# Centerville (Missouri)
Centerville è un comune degli Stati Uniti d'America, situato nello Stato del Missouri, nella contea di Reynolds, della quale è il capoluogo.